# … dann geh doch
… dann geh doch ist ein Lied des deutsch-südafrikanischen Schlagersängers Howard Carpendale aus dem Jahr 1978, das auf seinem gleichnamigen Studioalbum erschien.

## Entstehung und Veröffentlichung
Das Lied wurde gemeinsam von Howard Carpendale, Joachim Horn-Bernges und Fred Jay getextet beziehungsweise komponiert. Carpendale zeichnete darüber hinaus auch, zusammen mit Peter Sullivan und Dieter Weidenfeld, für die Produktion verantwortlich.
… dann geh doch erschien im August 1978 als Single. Diese erschien als 7″-Single mit der B-Seite Johannesburg. Im gleichen Jahr erschien das Lied als Teil von Carpendales gleichnamigen Studioalbum. Für das Album Symphonie meines Lebens 2 (23. Oktober 2020) nahm Carpendale das Lied neu mit dem Royal Philharmonic Orchestra auf.
In der ZDF-Hitparade wurde … dann geh doch als Neuvorstellung am 16. Oktober 1978 in der 110.-Sendeausgabe präsentiert; in den fünf darauffolgenden Sendungen am 13. November 1978, 11. Dezember 1978, 8. Januar 1979, 5. Februar 1979 und am 5. März 1979 sang Carpendale den Titel erneut.

## Inhalt
Im Liedtext geht es darum, dass ein Mann einer Frau keine Fessel ans Bein bindet, sondern ihr freies Geleit erteilt, indem er ihr sagt: „… dann geh doch“.

## Charts und Chartplatzierungen
| ChartsChartplatzierungen | Höchstplatzierung | Wochen/ Monate |
| ------------------------ | ----------------- | -------------- |
| Deutschland (GfK)        | 15 (21 Wo.)       | 21 Wo.         |
| Österreich (Ö3)          | 24 (2 Mt.)        | 2 Mt.          |
| Schweiz (IFPI)           | 6 (9 Wo.)         | 9 Wo.          |

## Coverversionen (Auswahl)
- 1992: Kastelruther Spatzen (Album: Die schönsten Liebeslieder der Kastelruther Spatzen)[6]
- 2021: Brenner (Album: Rockschlager)[7]